# Scolomys
Genre
Scolomys est un genre de mammifères rongeurs de la famille des Cricetidae.

## Liste des espèces
Selon BioLib (22 juin 2019) :
- Scolomys melanops Anthony, 1924
- Scolomys ucayalensis Pacheco, 1991